# Katy Sealy
Katy Louise Sealy (* 15. Oktober 1990 in Portsmouth, Vereinigtes Königreich) ist eine ehemalige belizische Leichtathletin, die sich auf den Siebenkampf spezialisiert hat und auch den Spezialdisziplinen an den Start ging. Aktuell ist sie Inhaberin der Landesrekorde im Siebenkampf sowie im Hochsprung und im Speerwurf. 

## Sportliche Laufbahn
Erste internationale Erfahrungen sammelte Katy Sealy, die in Großbritannien aufwuchs, im Jahr 2010, als sie bei den Zentralamerika- und Karibikspielen (CAC) in Mayagüez mit 4120 Punkten den neunten Platz im Siebenkampf belegte. Anschließend musste sie ihren Wettkampf bei den Commonwealth Games in Neu-Delhi vorzeitig beenden. 2012 gelangte sie bei den NACAC-Mehrkampfmeisterschaften in Ottawa mit 4300 Punkten auf den 15. Platz und gewann anschließend bei den Zentralamerika- und Karibikmeisterschaften in Managua mit 4201 Punkten die Bronzemedaille. Im Jahr darauf gewann sie bei den Zentralamerikaspielen in San José mit 4398 Punkten die Silbermedaille hinter der Costa-Ricanerin Ana María Porras. 2014 siegte sie mit 4535 Punkten bei den Zentralamerikameisterschaften in Tegucigalpa und anschließend belegte sie bei den Commonwealth Games in Glasgow mit 4661 Punkten den neunten Platz, wie auch bei den CAC-Spielen in Xalapa mit 4684 Punkten. Im Jahr darauf verteidigte sie bei den Zentralamerikameisterschaften in Managua mit 4614 Punkten ihren Titel und anschließend schied sie bei den NACAC-Meisterschaften in San José mit 15,35 s in der Vorrunde im 100-Meter-Hürdenlauf aus und gelangte im Weitsprung mit 5,07 m auf den elften Platz. 2016 nahm sie dank einer Wildcard über 100 m Hürden an den Olympischen Sommerspielen in Rio de Janeiro teil und schied dort mit 15,79 s in der ersten Runde aus. 
2017 siegte sie mit 4054 Punkten im Siebenkampf bei den Zentralamerikameisterschaften in Tegucigalpa und sicherte sich daraufhin bei den Zentralamerikaspielen in Managua mit 4690 Punkten die Silbermedaille hinter Ana María Porras aus Costa Rica. Im Jahr darauf wurde sie bei den Commonwealth Games im australischen Gold Coast mit 4743 Punkten Elfte und gewann anschließend bei den Zentralamerikameisterschaften in Guatemala-Stadt mit 4659 Punkten die Silbermedaille. 2019 gewann sie bei den Zentralamerikameisterschaften in Managua mit übersprungenen 1,66 m die Bronzemedaille im Hochsprung und 2022 beendete sie ihre aktive sportliche Karriere im Alter von 32 Jahren.

## Persönliche Bestleistungen
- 100 m Hürden: 15,18 s (+0,3 m/s), 12. April 2018 in Gold Coast
- Hochsprung: 1,73 m, 13. Juli 2018 in Guatemala-Stadt (Landesrekord)
- Weitsprung: 5,52 m, 3. Januar 2016 in Lee Valley
- Speerwurf: 39,20 m, 10. Dezember 2017 in Managua (Landesrekord)
- Siebenkampf: 4817 Punkte, 17. Juni 2016 in San Salvador (Landesrekord)